# جین کلر آدامز
جین کلر آدامز (به انگلیسی: Jeanne Clare Adams) (زاده ۱۵ ژوئن ۱۹۲۱ - درگذشته ۲۱ آوریل ۲۰۰۷) دانشمند رایانه آمریکایی بود. او رئیس کمیته استانداردهای فرترن ANSI X3J3 بود که "پیشنهاد بحث برانگیز فرترن 8X را توسعه داد".
او در سال ۱۹۴۳ با مدرک کارشناسی اقتصاد از دانشگاه میشیگان و کارشناسی ارشد مهندسی برق و مخابرات از دانشگاه کلرادو در سال ۱۹۷۹ فارغ‌التحصیل شد. طولانی‌ترین سمت او در مرکز ملی تحقیقات جوی، بولدر، کلرادو ، از سال ۱۹۶۰ تا ۱۹۸۱ بود که از سال ۱۹۸۴ تا ۱۹۹۷ به عنوان معاون بخش محاسبات خدمت کرد. آدامز همچنین رئیس کمیته سازمان استاندارد بین‌المللی زبان‌های برنامه‌نویسی (TC97/SC5)، اکنون ISO/IEC JTC 1/SC 7 و کمیته استانداردهای فرترن ANSI (X3J3) بود. آدامز کتابچه‌های مرجع برای تجهیزات رایانه‌ای مانند CYBER 205 را نوشت.